# Мерилендска операција
Мерилендска операција (енгл. Maryland campaign), неуспела офанзива снага Конфедерације на Мериленд под генералом Робертом Лијем у Мериленд у септембру 1862.

## Позадина
Друга битка на Бул Рану (29-30. августа 1862) стала је Север 15.000 људи, а Џона Поупа армијске команде. Поуп је принуђен да армијску команду поново препусти генералу Меклелену, који је одређен за команданта свих снага Уније на Потомаку - око 150.000 људи. Генерал Ли није желео да друга победа на Бул Рану остане неискоришћена, па је са 50.000 предузео офанзиву на Мериленд како би ову државу одвојио од Уније.

## Операције
По Дејвисовом наређењу Ли је са 50.000 људи упао у Мериленд, прешавши Потомак код Лисбурга 5. и 6. септембра, У Ричмонду ссу се надали да ће се ова држава определити за Конфедерацију, али њене су трупе свуда дочекане хладно. Инвазија се завршава битком на Ентитему код Шарпсбурга 16. и 17. септембра поразом. Влада Уније није дозволила Меклелену да са целом војском крене против Лија - 60.000 морао је оставити ради заштите Вашингтона, али је са преосталих 90.000 ипак био двоструко јачи. Ли се пред војском Уније повукао иза реке Ентитам, где га је Меклелен напао 17. септембра, али пошто је оклевао да у борбу уведе последње резерве, јужњаци су одбили све нападе.

## Последице
И поред овог тактичког успеха, снаге Југа биле су принуђене да напусте Мериленд. Губици су били готово равномерни, преко 11.000 на свакој страни. Ли се повукао на Мартинсбург, а Меклелен га није гонио, мада га је Линколн подстицао. Како је Меклелен оклевао да у Вирџинији изнуди другу битку, замењен је генералом Амброзом Бернсајдом.